# コンパス・グループ
コンパス・グループ（英: Compass Group plc）は、世界50か国以上で、フードサービスの提供を中心に、付随するファシリティマネジメントや関連サービスを行う多国籍企業グループ。イギリス南東部のサリー・チャーツィーに本社を置き、ロンドン証券取引所に上場している（LSE: CPG）。

## 沿革
コンパス・グループは1941年、Jack BatemanがFactory Canteens Limitedを創業したことに始まる。Bateman Cateringと社名を変えたのち、1967年にGrand Metropolitan plcにより買収されるが、1987年に経営陣がGrand Metropolitan plcの株式を買い占め、現在のコンパス・グループが成立した。1988年にロンドン証券取引所に上場、1990年代にEurest Internationalなど企業の買収を進め、アメリカ合衆国やブラジル・アフリカなどで企業従業員向けのケータリングや給食事業を展開、コントラクトフードサービスの世界大手に成長した。2000年にアメリカ・アラバマ州のMorrison Management Specialistsを買収しアメリカ事業の一大拠点とする一方、Granada plcのケータリング部門を買収、2005年に世界シェア首位となった。
2000年代以降コンパス・グループは、発展途上国に展開する国際連合やアメリカ軍の主要食糧配給企業となり、イラク・シリアやスーダンなどの内戦地帯に駐留するスタッフに食糧を提供している。

## 国際展開
西欧・北米などではコンパス・グループの名前で事業展開するほか、東欧ではEurestの名称で、ブラジルではGRSAの名称で事業を行っている。日本では2001年、セゾングループ傘下の株式会社西洋フードシステムズを買収し、コンパス・グループの一員とした。その後商号変更を経て、2021年以降はコンパスグループ・ジャパンとして事業を展開している。本社は東京にあり、札幌・名古屋・大阪・福岡に支社を持つ。